# ملعب تكريت

ملعب تكريت، هو متعدد الاستخدامات ملعب في تكريت، العراق. يستخدم في الغالب لمباريات كرة القدم ويكون بمثابة الملعب الرئيسي لنادي صلاح الدين. الملعب يستوعب 10000 شخص.

## روابط خارجية
- معلومات المكان